# Iglesia de Nuestra Señora de Guadalupe (Ciudad de México)
La Iglesia de nuestra señora de Guadalupe, conocida como la iglesia del Buen Tono, es un templo ubicado en el barrio de San Juan del Centro Histórico de la Ciudad de México en la Alcaldía Cuauhtémoc. Fue construido a principios del siglo XX. Su fiesta patronal se celebra el 12 de diciembre. Se caracteriza por ser el único templo del país que es referido con el nombre de un establecimiento fabril, así como por su estilo ecléctico de inspiración francesa.

## Historia
En el lugar donde se levanta el templo se fundó en el siglo XVI el convento de San Juan de la Penitencia. En 1591 los representantes el barrio y el Virrey  Luis de Velasco II acordaron fundar un convento de monjas en un hospedería que los indígenas habían construido en la Plaza de San Juan. Este acuerdo consistió en que los indígenas del barrio habilitarían la hospedería para fundar el convento y asegurarían la recaudación de suficientes limosnas para mantenerlo, pidiendo como condiciones el que fueran monjas clarisas, y el derecho de dar sepultura en la iglesia a todos los vecinos del barrio. El virrey aceptó y los indígenas habilitaron la hospedería para poder albergar al convento, al cual llegaron las monjas clarisas el 18 de junio de 1598 y recibió el nombre de San Juan de la Penitencia.
Después de la aplicación definitiva de las leyes de reforma en 1867 el convento fue desalojado y  años después  en 1890 el empresario de origen francés Ernesto Pugibet y su esposa Guadalupe Portilla compran los terrenos del convento de San Juan de la Penitencia; En 1884, Pugibet había fundado una fábrica de cigarros a la que le dio el nombre de el Buen Tono, la cual había crecido rápidamente y después de seis años se encontraba en plena expansión y fue necesaria la construcción de instalaciones adecuadas para la producción. El convento fue demolido para construir la nueva fábrica, dejando solo el templo en pie. La construcción del complejo fue encargada al ingeniero Miguel Ángel de Quevedo, quien se convirtió en el arquitecto favorito de Pugibet.
Al comenzar el siglo XX Ernesto Pugibet manda demoler el templo de San Juan de la Penitencia y le encomienda al Ingeniero Quevedo  la construcción de un templo para los servicios religiosos de los trabajadores y directivos de la fábrica. El templo fue dedicado a la Virgen de Guadalupe  en honor a Guadalupe Portilla, esposa de Pugibet. En la ceremonia de consagración el 29 de enero de 1912 estuvieron presentes el arzobispo José Mora y del Río y  Sara Pérez Romero, esposa del presidente Francisco I. Madero.
Para su construcción se trajeron las linternillas y los vitrales de Francia. Su órgano tubular fue fabricado en el Reino Unido por la firma J. W. Walker & Sons Ltd.